# Bohuslav (Teplá)
Bohuslav (německy Passlas) je malá vesnice, část města Teplá v okrese Cheb v Karlovarském kraji. Nachází se asi sedm kilometrů severozápadně od Teplé. Bohuslav leží v katastrálním území Bohuslav u Poutnova o rozloze 2,31 km².

## Historie

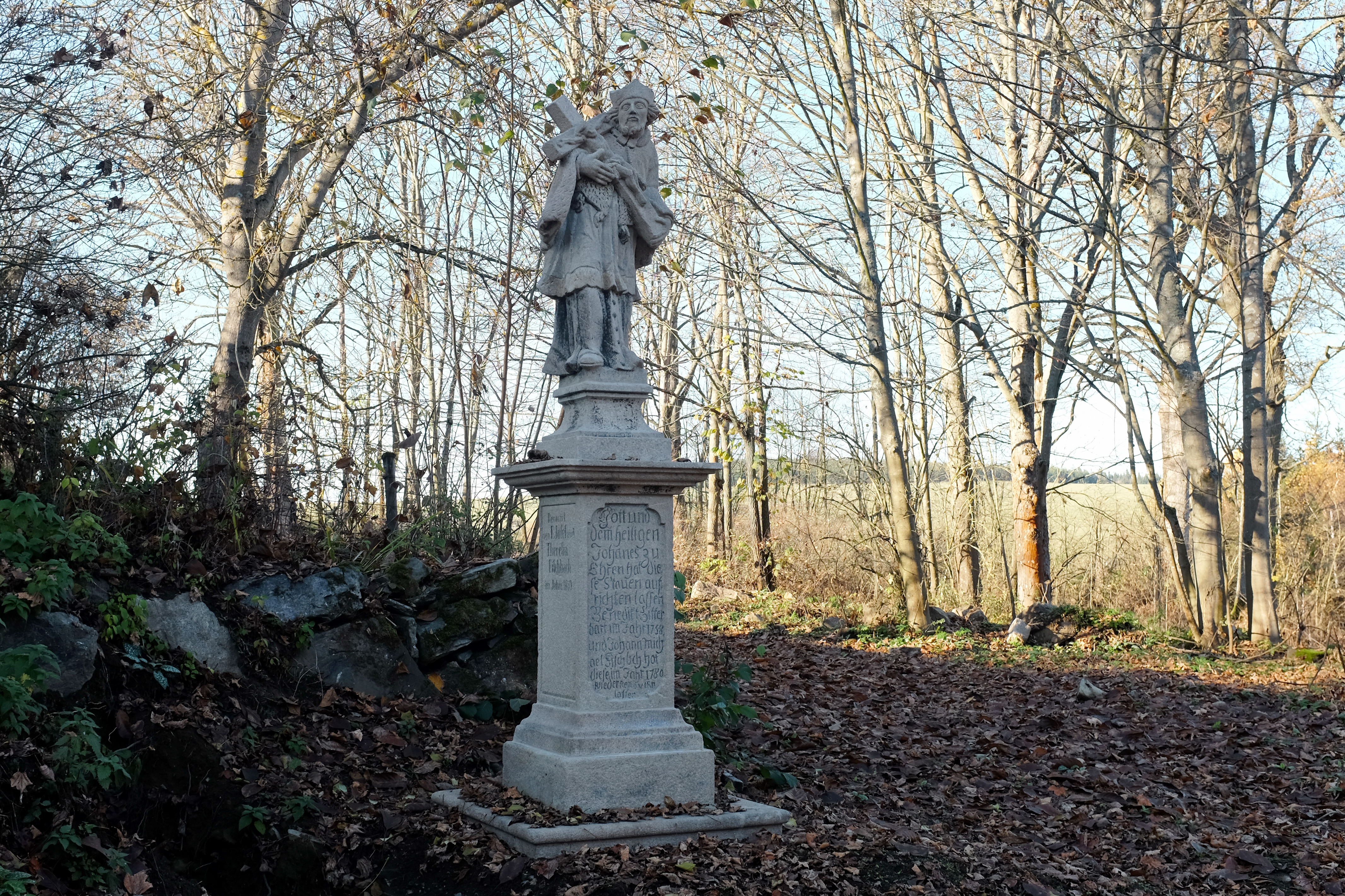
Socha svatého Jana Nepomuckého

První písemná zmínka o vesnici pochází z roku 1233, kdy byla ves uváděna v držení premonstrátům kláštera Teplá. Původně byla obec postavena jako typická slovanská okrouhlice. Během třicetileté války utrpěla Bohuslav velké škody, mnoho stavení muselo být znovu postaveno. V letech 1530–1550 patřila ves k bečovskému panství. Vesnice měla blízké vztahy s Mnichovem a také Popovicemi. Farností a poštou patřila k Mnichovu, děti z Bohuslavi chodily do školy do Popovic, kam také vesnice úředně patřila. Po druhé světové válce a odsunu německého obyvatelstva se Bohuslav prakticky vylidnila. Při sčítání v roce 1947 žilo ve vesnici 42 nových dosídlenců, ale v roce 1970, kdy patřila Bohuslav pod Místní národní výbor v Poutnově, zde byli trvale hlášeni jen 4 obyvatelé.

## Obyvatelstvo
Při sčítání lidu v roce 1921 zde žilo 113 obyvatel, všichni německé národnosti. Všichni obyvatelé se hlásili k římskokatolické církvi.
| Rok                                                       | 1869 | 1880 | 1890 | 1900 | 1910 | 1921 | 1930 | 1950 | 1961 | 1970 | 1980 | 1991 | 2001 | 2011 | 2021 |
| --------------------------------------------------------- | ---- | ---- | ---- | ---- | ---- | ---- | ---- | ---- | ---- | ---- | ---- | ---- | ---- | ---- | ---- |
| Počet obyvatel                                            | 157  | 168  | 140  | 141  | 144  | 113  | 126  | 25   | 9    | 4    | 2    | -    | 1    | 11   | 12   |
| Počet domů                                                | 22   | 23   | 24   | 26   | 28   | 28   | 29   | 13   | -    | 2    | 1    | 1    | 3    | 5    | 5    |
| Počet domů v roce 1961 je zahrnut v počtu domů v Poutnově |      |      |      |      |      |      |      |      |      |      |      |      |      |      |      |

## Obecní správa
Při sčítání lidu v letech 1869–1960 Bohuslav byl osadou obce Popovice, se kterým patřil nejprve do okresu Teplá, ale v roce 1950 v okrese Mariánské Lázně. V letech 1961–1975 byl častí obce Poutnov v okrese Karlovy Vary. Od 1. července 1975 je částí města Teplá v okrese Karlovy Vary, ale od 1. ledna 2007 v okrese Cheb.

## Doprava
Spojení s okolím je možné jen úzkou silničkou, která jako slepá odbočuje ze silnice Teplá–Mnichov.

## Pamětihodnosti
- Socha svatého Jana Nepomuckého (kulturní památka)[10]
- Boží muka